# Kapanga manga
Kapanga manga là một loài nhện trong họ Hahniidae.
Loài này thuộc chi Kapanga. Kapanga manga được Raymond Robert Forster miêu tả năm 1970.